# Driebergen
Driebergen es un antiguo municipio holandés, ubicado en la provincia de  Utrecht. Ahora forma un solo pueblo con Rijsenburg, llamado Driebergen-Rijsenburg, integrado en el municipio de Utrechtse Heuvelrug.
Rijsenburg ha sido durante mucho tiempo un enclave en el área de Driebergen, pero durante mucho tiempo ambos pueblos están separados administrativamente. El 1  de mayo de  1931, Rijsenburg y Driebergen fueron despedidos; pero desde 1850 ya, el alcalde de Driebergen también era alcalde de Rijsenburg. Desde 1812 hasta 1818, Rijsenburg ya era parte del municipio de Driebergen. En 1857, Driebergen absorbe la pequeña ciudad de Sterkenburg.
Ahora considerado como una sola aldea, Driebergen-Rijsenburg ha sido parte de Utrechtse Heuvelrug desde 2006.